# Prostate Cancer and Prostatic Diseases
Prostate Cancer and Prostatic Diseases, abgekürzt Prostate Cancer Prostatic Dis., ist eine wissenschaftliche Fachzeitschrift, die von der Nature Publishing Group veröffentlicht wird. Die Zeitschrift erscheint mit vier Ausgaben im Jahr. Es werden Arbeiten veröffentlicht, die sich mit Erkrankungen der Prostata beschäftigen.
Der Impact Factor lag im Jahr 2015 bei 3,803. Nach der Statistik des ISI Web of Knowledge wird das Journal mit diesem Impact Factor in der Kategorie Urologie und Nephrologie an 15. Stelle von 76 Zeitschriften und in der Kategorie Onkologie an 64. Stelle von 213 Zeitschriften geführt.